# Ancillo (Soba)
Ancillo es un barrio del municipio de Soba (Cantabria, España). El barrio está situado al norte del municipio. Esta pequeña localidad, inferior a los 100 habitantes se dedica principalmente a la ganadería.
- Datos: Q5674792